# Degaña (parròquia)
Degaña és una parròquia del conceyu asturià homònim. Ocupa la part centre-occidental del terme i allotja en els seus 46,63 km² uns 338 habitants (INE, 2007). Està format per la vila de Degaña, capital del municipi (240 habitants), i els llogarets de Fonduveigas (66 hab) i el Reboḷḷal (82 habitants).